# Rudolf Müller (Fußballspieler, 1910)
Rudolf Müller (* 1910; † unbekannt), auch Rudi gerufen, war ein deutscher Fußballspieler.

## Karriere

### Vereine
Müller gehörte dem VfL Halle 1896 als Abwehrspieler an, für den er in der Gauliga Mitte, eine von zunächst 16, später auf 23 aufgestockten Gauligen zur Zeit des Nationalsozialismus als einheitlich höchste Spielklasse im Deutschen Reich, von 1937 bis 1940 Punktspiele bestritt. Zuvor kam er von 1933 bis 1937 in der zweitklassigen Bezirksklasse Halle-Merseburg zum Einsatz, aus der er mit seiner Mannschaft 1935 und 1937 als Sieger hervorgegangen war und an den Aufstiegsrunden zur Gauliga Mitte teilnahm. Während seiner drei Jahre währenden Gauligazeit belegte er mit seiner Mannschaft den fünften und zweimal den sechsten Platz. Am 10. August 1939 bestritt er sein einziges Spiel im 1935 eingeführten Wettbewerb um den Tschammerpokal, den Pokalwettbewerb für Vereinsmannschaften; das Erstrundenspiel gegen den Dresdner SC wurde mit 0:3 verloren.

### Auswahlmannschaft
Als Spieler der Gauauswahlmannschaft Mitte nahm er 1933 zunächst am Wettbewerb um den Adolf-Hitler-Pokal teil. Nach Siegen in der Vorrunde und im Viertelfinale bestritt er das am 16. Juli 1933 in Magdeburg ausgetragene Halbfinale, das gegen die Gauauswahlmannschaft Berlin-Brandenburg mit 2:6 verloren wurde. Zwei Jahre später nahm er am Wettbewerb um den Bundespokal teil. Nach Siegen in der Vorrunde und im Viertelfinale erreichte er mit seiner Mannschaft das Halbfinale, das am 3. März 1935 auf dem Hamburger Sportplatz am Rothenbaum gegen die Gauauswahlmannschaft Nordmark mit 4:2 gewonnen wurde. Das daraufhin drei Wochen später im Berliner Poststadion ausgetragene Finale gegen die Gauauswahlmannschaft Berlin-Brandenburg wurde mit 2:0 gewonnen.

## Erfolge
- Bundespokal-Sieger 1935